# 秋田犬

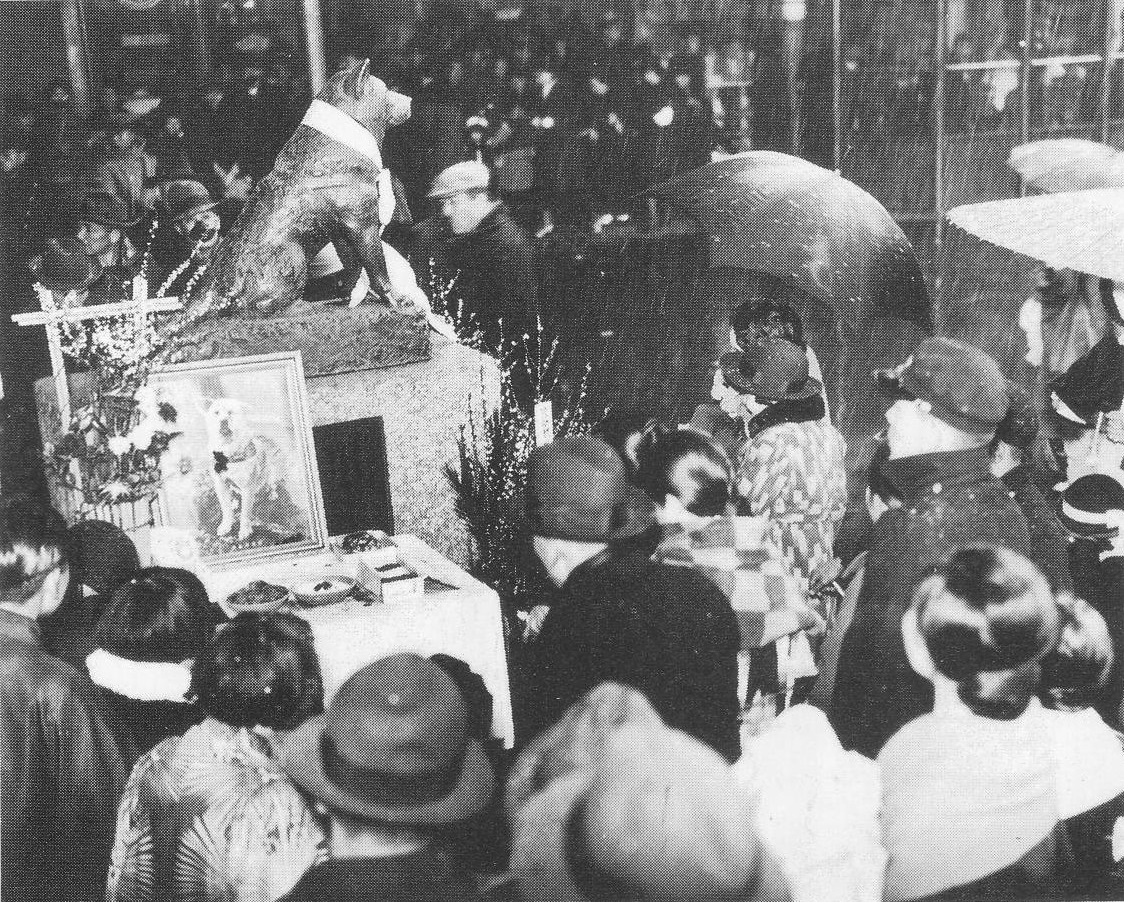
銅像「初代」忠犬八公像。
澀谷站（※1936年3月8日）

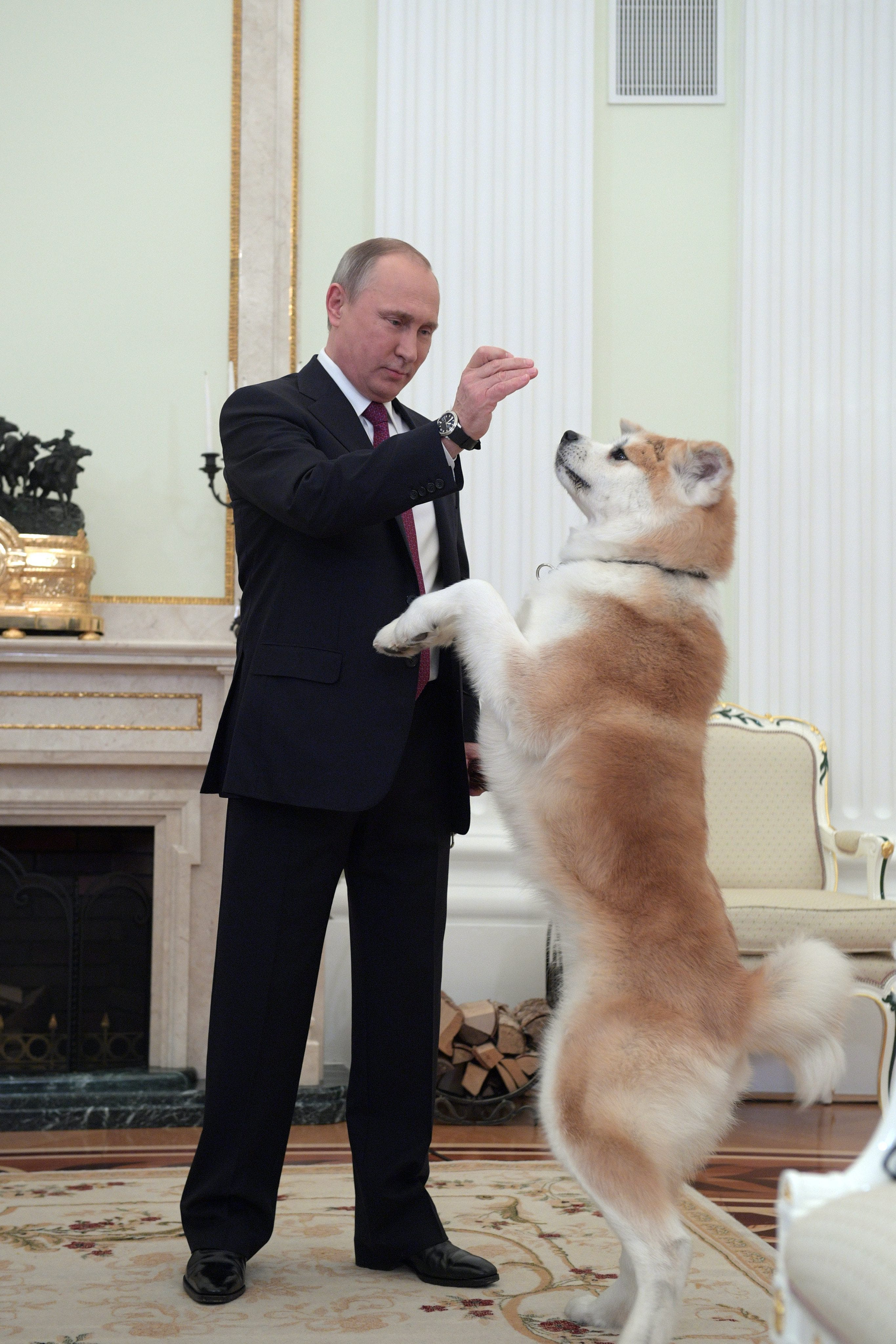
俄羅斯總統弗拉基米尔·弗拉基米罗维奇·普丁與秋田犬「夢」（Yume）玩耍，這頭秋田犬是2012年秋田縣為感謝俄國在2011年東日本大地震發生後的協助而贈送給普丁總統

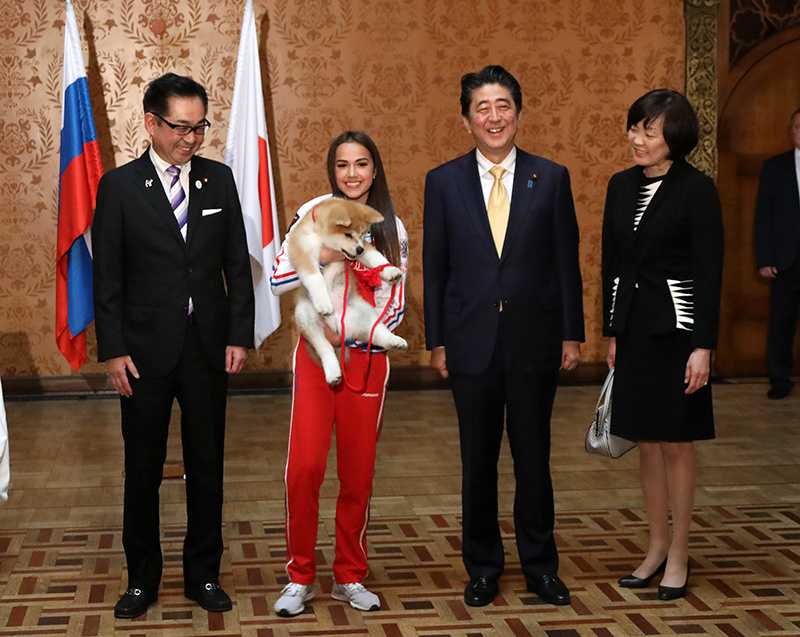
日本秋田犬保存會於2018年贈送一頭名為「勝利」（Masaru）的秋田犬給俄羅斯花式滑冰運動員阿麗娜·扎吉托娃

秋田犬（日语：／／ Akita Inu *），別名「大館犬」，是日本犬的一種，是國家天然紀念物之六種日本犬中唯一的大型犬種。在日本，送秋田犬的雕像、圖片代表著「祝你早日康復」。在日本是以對飼主忠誠聞名的家庭寵物犬，日本知名的忠犬八公即為秋田犬。

## 歷史
秋田的祖先犬是被稱為「秋田MATAGI」（秋田マタギ）的「又鬼犬」（マタギ犬，山地狩猎犬）。原本在日本犬中是不存在大型犬的，而秋田MATAGI為中型的獵熊犬。江戶時代出羽國北部的秋田地方被佐竹氏平定。佐竹氏是關原之戰後被常陸國轉封的旁系諸侯。在慶長年間的1630年（寬永7年）左右，為了培養提升藩士鬥志而提供鬥犬作為獎勵，這些鬥犬便是讓獵犬與秋田地區的土犬進行交配後生育。此一犬種成為秋田犬的原種，但在當時的大館、能代地區被稱為「大館犬」。
过去只有皇族和贵族才可以拥有秋田犬。在正式的仪式上，人们会宣布照顾和饲养秋田犬的正确方法。栓犬的皮带不同，代表秋田犬的等级和主人的地位不同。人们在谈及秋田犬的时候都用特定的称呼。每头秋田犬都有专人照料，这个人穿着与被照料的犬地位相当的华丽服饰。 
由于当权者的喜好变化，对秋田犬的兴趣时高时低。在接下来的300年中，秋田犬几次面临绝种。幸运的是，人们对秋田犬的喜爱使得他们安然度过明治时代。20世纪初日本昭和年间，日本国内开始逐步禁止斗犬，秋田犬饲养量剧减，后经有人提倡保护而被誉为国犬。
1927年，日本着手保护纯种犬。1931年7月，日本政府将秋田犬定为国家的象征。在世界各地，它现在已经成为了家庭犬，并且受到了人们的喜欢。

### 美国的秋田犬
海伦·凯勒（Helen Keller）是第一个将秋田犬带到美国的人。1937年，她访问日本时，教育大臣将一头兩个月龄的小秋田犬送给她。后来这头犬死了，教育大臣又送给她另一头秋田犬。 秋田犬在美国的普及是在二战之后。这要归功于美国的军人们，他们非常喜爱这种聪明而且适应能力极强的犬。在战争结束后，军人们将秋田犬带回家乡饲养。美国的秋田犬俱乐部成立于1956年，1972年10月美國犬業俱樂部正式承认秋田犬，并于1973年4月3日起正式参加工作犬组的展出。
美國人培育的秋田犬與日本原產的秋田犬有一定差異，因此日本人要求將其稱為美國秋田犬。

## 特徵

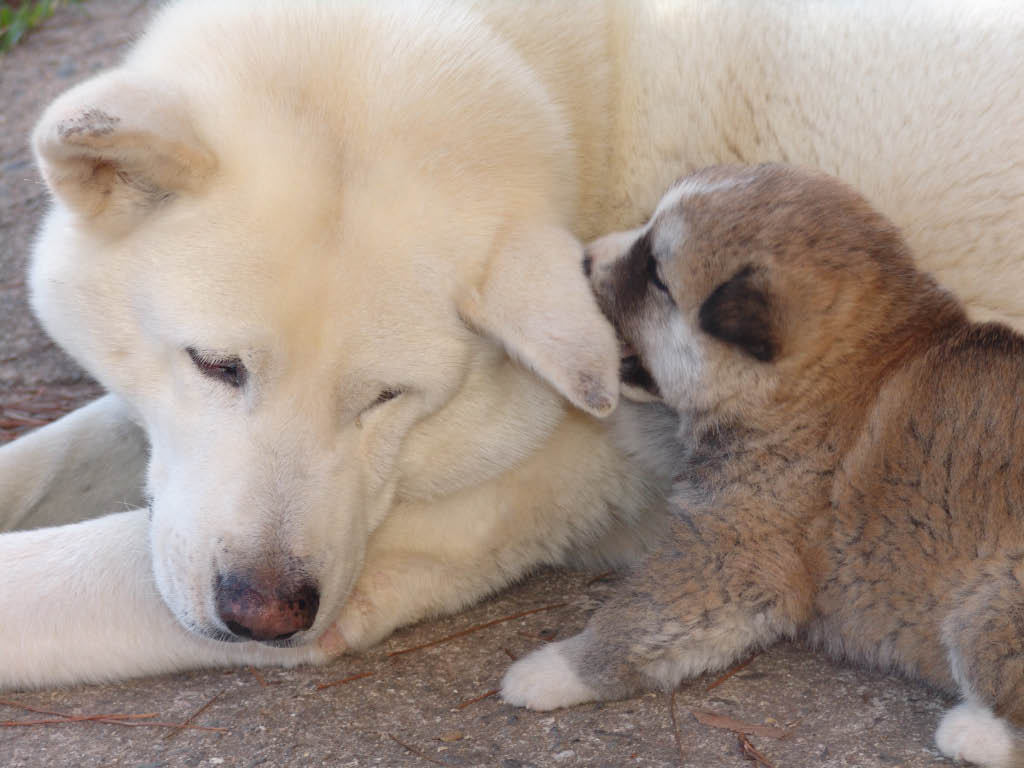
純白色的秋田犬與其幼犬

### 外觀
秋田犬的體態均衡，背部直挺，胸部及腰部肌肉結實，筋、腱、韧同样发达，皮肤没有松弛感。粗大厚實的尾巴會在背上捲成一到兩圈的樣子。牠的腳趾間有蹼，所以善於游泳。因為牠的皮毛有天然防水能力，所以若洗澡太頻密會影響防水能力。
秋田公犬與母犬間的分别鲜明，体高体长比例为100:110，母犬比公犬身体稍长，但公犬的体高約為66.7公分，母犬的體高約為60.6公分，上下各相差3.03公分为充许范围，另外，体高与胸深的比例约为2:1。秋田的头骨大、头盖顶部稍平、额宽、无皱，有明显的纵沟和适度的凹处，面颊部相当发达。 頸部强劲、粗壮且结实。 
耳朵稍小，呈厚三角形且稍向前倾，耳线直立紧贴。 眼睛稍俱三角形，外毗稍上方呈深褐色。身體方面秋田的胸深而肋骨发达，前胸发达。
前肢在肩胛上有适当的角度，并且健壮发达、腿肘坚实，前膊粗而壮实，系部稍有倾斜、趾圆而大、紧握厚实。 后肢发达且强韧有力，踏地力强，富有敏捷力。尾巴粗而卷力强，长略至飞节，卷型分左卷、右卷、太鼓卷、二重卷。 

### 被毛
秋田的披毛刚直、下部密生绵毛，臀部稍长、尾毛较其它部分长。 毛色一般分為赤色、虎斑和白色。其中赤色是最為人熟悉的顏色，也是忠犬八公裡小八的颜色。

## 性格
秋田犬原本為獵犬、鬥犬，经过长时期改良，现在已经作为家庭犬飼養於居家環境中。但是仍然保留猎性和鬥性，见到小动物会追，看到其他狗会有攻击性，体型越大，显现的攻击性就越强，公狗尤其明显。秋田犬的個性十分勇敢、深情、忠心和聰明。可是，要注意因為牠地域意識極強，會跟其他犬隻打架。飼養秋田犬需要極大的空間，而且運動量亦很高，在成犬後可在庭園放溜，具有固守庭園與防止陌生人進入之功能。。

## 繁殖
母犬在8月至12月龄即进入发情期，怀孕期为58至65天（平均63天），一次可生下4至5头幼犬。

## 資料來源
1. ↑  . The Kremlin, Moscow, Russia. 13 December 2016  [12 April 2017]. （原始内容存档于2020-11-12）.
2. ↑  Amos, Howard. . U.S. News & World Report, L.P. The Associated Press, USA. 13 December 2016  [11 May 2017]. （原始内容存档于2019-08-24）.
3. ↑  . Russia Today. 14 December 2016  [20 March 2017]. （原始内容存档于2020-11-08）.
4. ↑  . THE JAPAN TIMES, LTD. 16 December 2016  [12 April 2017]. （原始内容存档于2017-09-17）.
5. ↑  . 日经中文网. 2018/05/28  [20180528]. （原始内容存档于2018-05-30）.
6. ↑  . 蘋果日報. 2018-02-18  [2018-02-18]. （原始内容存档于2018-02-18） （粵語）.
7. ↑  . Japanese Akita Inu Club Great Britain.   [2011-04-29]. （原始内容存档于2021-01-17）.
8. 1 2  保羅·麥可葛里維. . 台北: 明天國際. ISBN 978-986-7016-28-7.

## 外部連結
- http://www.akitainu-hozonkai.com/ （页面存档备份，存于） （日語）